# Bałtycki Festiwal Piosenki 2016
Bałtycki Festiwal Piosenki 2016 został zorganizowany 22 i 23 lipca 2016 roku w Karlshamn w Szwecji przez Radę Miejską Karlshamn. Festiwal poprowadzony został przez Thomasa Deutgena. Zwycięzcą finału konkursu został Adam Douglas, reprezentant Norwegii z piosenką „I once was an honest guy”.

## Przebieg konkursu
W konkursie wystąpiło 10 uczestników z 9 krajów. Każdy z reprezentantów wykonał po dwa utwory, którym towarzyszyła orkiestra Alex Band Aleksandra Maliszewskiego. Gościem specjalnym był szwedzki piosenkarz Nisse Hellberg, który wystąpił z piosenką "Nån måste få jobbet gjort". Jury ekspertów wybrało trzy najlepsze występy, nie zdradzając miejsc pozostałych wykonawców. Nagroda główna to 35.000 koron szwedzkich, za 2. i 3. miejsce są to kolejno: 15.000 i 10.000 SEK. Ponadto widownia zebrana na festiwalu wyłoniła laureata, który otrzymał nagrodę publiczności. Została nim Doinita Gherman z Mołdawii.

## Uczestnicy
| L.p. | Kraj      | Artysta          | Pierwsza piosenka | Druga piosenka (finałowa)  | Miejsce |
| ---- | --------- | ---------------- | ----------------- | -------------------------- | ------- |
| 1    | Rumunia   | Klyde            | „All your love”   | „Ama”                      |         |
| 2    | Szwecja   | Petra Kvännå     | „The Blues and I” | „Shine!”                   |         |
| 3    | Łotwa     | Markus Riva      | „Take Me Down”    | „I Can”                    |         |
| 4    | Chorwacja | Antonela Doko    | „Ta Ljubav”       | „Onaj Dan”                 | 3       |
| 5    | Estonia   | Ott Lepland      | „Stronger”        | „Kuula”                    |         |
| 6    | Szwecja   | Josefine Wassler | „Higher”          | „En endaste sekund”        |         |
| 7    | Polska    | Ania Dąbrowska   | „Nieprawda”       | „W głowie”                 |         |
| 8    | Mołdawia  | Doinita Gherman  | „Irresistible”    | „Hora pe toloacã”          | [ 2 ]   |
| 9    | Norwegia  | Adam Douglas     | „Steal the show”  | „I once was an honest guy” | 1       |
| 10   | Hiszpania | Maika Barbero    | „The Reason”      | „Under Your Own Rules”     | 2       |